# Quadricalcarifera roseus
Quadricalcarifera roseus är en fjärilsart som beskrevs av M.Gaede 1930. Quadricalcarifera roseus ingår i släktet Quadricalcarifera och familjen tandspinnare. Inga underarter finns listade.